# Mali Rajinac
Le Mali Rajinac est le plus haut sommet de la partie septentrionale du massif du Velebit appartenant à la chaîne des Alpes dinariques. Il culmine à 1 699 mètres d’altitude, en Croatie.